# モリシタ
モリシタ株式会社（英: Morishita Co., Ltd.）は、大阪府大阪市中央区に本社を置く寝装具の製造・販売メーカー。大竹産業の100%子会社。
本稿では、2012年7月から事業を手掛けている現法人と、後に森下興産株式会社→フォレスト不動産株式会社へ商号変更された旧法人の両方に関して記述する。

## 概要
1907年に創業。「まくらのモリシタ」として、枕、クッションの企画・製造・販売を手掛けている。
1953年10月に旧社が設立。1989年には売上高が100億円を突破し、2004年3月期には113億3160万円の売上があった。
しかし、決済金額の安定化を図る目的で締結していたデリバティブ取引において、円高による為替変動により、2008年2月に多額の損失を計上。2009年2月には債務超過に転落。2010年2月期においても債務超過が解消されなかったことから、2010年6月20日にジャスダック上場廃止となった。
モリシタ（旧社）は更なる再建策として、2012年7月に寝具類の製造・卸売事業を新設分割で設立したモリシタ株式会社（新社）へ譲渡したと同時に、モリシタ（旧社）の商号を森下興産株式会社へ変更。森下興産株式会社は不動産の管理並びに賃貸を行うことになった。
モリシタ（新社）は、2015年3月に新潟県三条市に本社を置き、住宅建材の販売などを手掛けている大竹産業が全株式を取得し、大竹産業の100%子会社となった。モリシタ（新社）の社長は、大竹産業の社長が兼務する。
一方の森下興産は、不動産の売却がほぼ完了した2014年12月にフォレスト不動産株式会社へ再度商号変更され、2017年1月17日に解散を決議。フォレスト不動産は、同年1月31日に大阪地方裁判所から特別清算開始決定を受けた。フォレスト不動産は、同年6月14日に法人格が消滅した。

## 沿革

### 旧：モリシタ株式会社→フォレスト不動産株式会社
- 1907年 - 大阪市において寝具類の個人営業を創業。
- 1953年10月 - 資本金50万円で株式会社森下商会設立。個人営業を継承。
- 1972年10月 - 森下株式会社に商号変更。
- 1989年7月 - モリシタ株式会社に商号変更。
- 1992年12月7日 - 日本証券業協会に店頭登録。証券コードは3594。
- 2010年
  - 6月20日 - 2年連続債務超過により、ジャスダック上場廃止。
  - 8月21日 - 森茂興産を吸収合併。
- 2012年7月 - 寝具・クッション事業を新設分割で設立したモリシタ株式会社（新社）へ譲渡。モリシタ株式会社（旧社）は森下興産株式会社へ商号変更。
- 2014年12月 - 商号をフォレスト不動産株式会社へ変更。
- 2017年
  - 1月17日 - 株主総会で解散を決議。
  - 1月31日 - 大阪地方裁判所から特別清算開始決定を受ける。
  - 6月14日 - フォレスト不動産株式会社の法人格消滅。

### 新：モリシタ株式会社
- 2012年7月 - 設立。同時にモリシタ株式会社（旧社）から新設分割で譲受。
- 2015年3月 - 大竹産業株式会社の完全子会社となる。
- 2018年10月 - コーポレートロゴを変更。